# Henrique Manuel de Vilhena
D. Henrique Manuel de Vilhena (em castelhano: Enrique Manuel de Villena) (1337 –1414) foi um nobre castelhano, filho bastardo de João Manuel de Castela, e de Inês de Castanheda. Foi meio irmão de duas rainhas: Constança Manuel, casada com o rei Pedro I de Portugal, e por isso meio tio de Fernando I de Portugal, e Joana Manuel de Castela, mulher do rei Henrique II e mãe do seu sucessor João I de Castela.

## Biografia
Com apenas três anos de idade, acompanhou sua meia irmã D. Constança a Portugal para a sua boda, celebrada em 1340, com o Infante D. Pedro, e aí permaneceu depois da morte de D. Constança em 1349.
Recebeu muitas mercês dos reis D. Fernando I e D. João I de Portugal. Já no ano de 1381 aparece com os títulos de 1.º conde de Seia e de Dom. O seu meio sobrinho, o rei D. Fernando I, deu-lhe o Castelo da Guarda (já então sendo referido como conde) e o Castelo de Chaves, os direitos de Fontes e de São Martinho de Mouros, as rendas de Mirandela e seu termo, o senhorio de Lamas de Orelhão, os préstimos de Ourilhe e de Castelo, e os Senhorios de juro e herdade da vila de Cascais e seu termo com seu Castelo e dos reguengos de Algés e de Oeiras, mas não figura com o título de conde de Sintra, como sugerem alguns autores, ainda que apareça na documentação como Alcaide-Mor do Castelo de Sintra e senhor de Sintra.

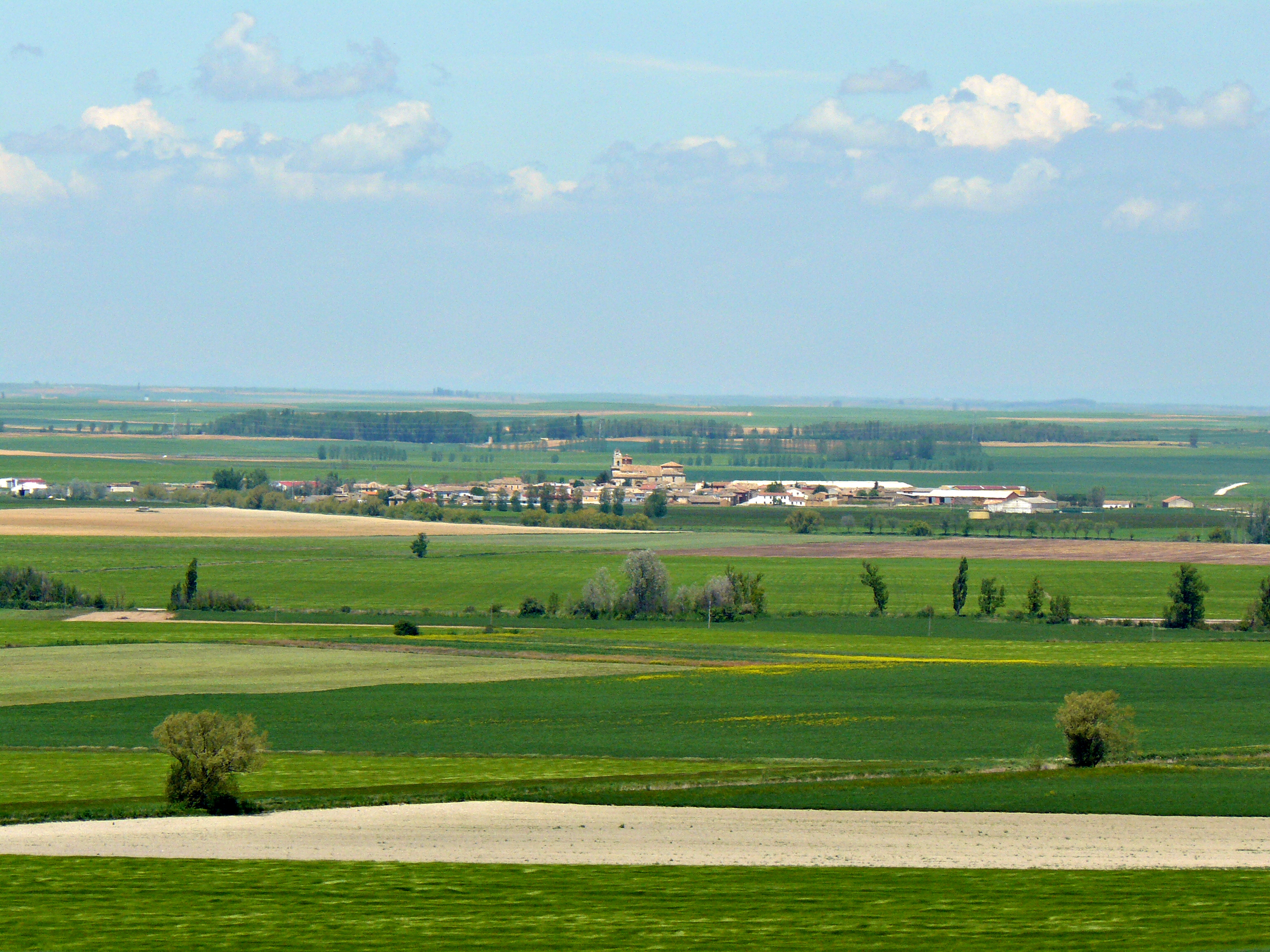
Meneses de Campos, vista a partir de Montealegre

Em 1383, o rei Português D. Fernando I morreu sem filhos varões que herdassem a Coroa. A sua única filha sobrevivente era a infanta Beatriz de Portugal, casada com o rei João I de Castela, o que propiciou as aspirações do rei castelhano sobre o Reino de Portugal. Foi Henrique Manuel de Vilhena quem, uma vez ocorrida a morte do rei D. Fernando I, proclamou  Beatriz rainha em Lisboa. Posteriormente, depois da Batalha de Aljubarrota e das Cortes de Coimbra de 1385, D. João, Mestre da Ordem de Avis e filho natural de D. Pedro I de Portugal, foi aclamado rei e governou como D. João I de Portugal. À morte de Fernando I, D. Henrique Manuel de Vilhena primeiro apoiou a causa castelhana e foram-lhe confiscadas as suas terras em Lafões, que foram entregues em 1384 a Martim Vasques da Cunha. Em Abril de 1385, tinha mudado de lado e estava ao serviço do novo Rei, D. João I, segundo consta da doação do monarca a D. Henrique dumas casas em Lisboa e duns Paços em Sintra, para si e para os seus descendentes. e do senhorio de Sintra de juro e herdade a 4 de dezembro. Já no ano seguinte, em 1386, estava novamente ao serviço do rei castelhano, seu meio sobrinho, do qual foi aio, pois, nesse ano, recebe os senhorios de Montealegre, de Meneses e de Belmonte como seu 1.º senhor, para compensar as suas perdas.[a] Estando já em Castela, foi membro do Conselho Real e foi quem "tomou o juramento de D. Fernando de Antequera na constituição da regência". Esteve nas Cortes de Guadalajara em 1408 e foi mordomo-mor de  Leonor Urraca de Castela, rainha de Aragão.
Henrique Manuel de Vilhena morreu depois de 8 de novembro de 1414.[b]

## Matrimónio e descendência
Casou antes de 1365 com Beatriz de Sousa, nascida por volta de 1352, filha de Pedro Afonso de Sousa e de sua mulher Elvira Anes da Nóvoa, ou de Martim Afonso de Sousa e de sua mulher Maria Gonçalves de Sousa,[c] ou, com maior prova documental, de Rui Vasques Ribeiro, 3.º Senhor do Morgado de Soalhães, e de sua segunda mulher Margarida Gonçalves de Sousa ou de Briteiros. En 1366, Margarida Gonçalves de Sousa, com sua filha Beatriz e sua sobrinha Maria de Sousa, nomeou procurador para dar quite ao Mosteiro de Vairão pelas naturas e comedorias que haviam recebido. Na lista dos Patronos do Mosteiro de Grijó em 1365, aparece Margarida de Sousa, sem indicação do marido, com sua filha Beatriz "que cassou com Anrique Manuel".
Com ela, teve[d]:

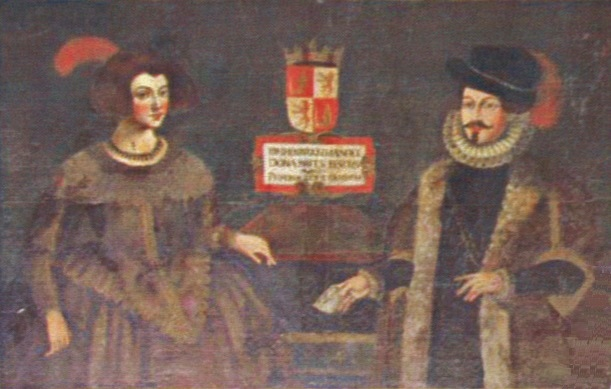
D. Henrique Manuel de Vilhena e D. Brites de Sousa, em retrato do século XVII

- Pedro Manuel de Vilhena (c. 1374 - c. 1469),[e] sucedeu a seu pai e foi o 2.º senhor de Montealegre,[f] de Meneses[8] e de Belmonte, casou cerca de 1415 com Juana Manrique de Lara,[9] filha de Gómez Manrique de Lara, 1.º senhor de Requena, e de sua mulher Sancha de Rojas e Guevara. Ambos foram enterrados no Convento de São Paulo, em Palencia, embora as suas sepulturas tenham desaparecido.[10]
- Sancha Manuel de Vilhena, casada com Juan de Tovar, senhor de Cevico.
- Margarida Manuel de Vilhena, casou com Diego García de Toledo Barroso e depois de enviuvar, teve um filho como o condestable Álvaro de Luna, Pedro de Luna e Manuel, senhor de Fuentidueña.[11]
- Branca de Vilhena (c. 1378 - d. 1438), casada primeira vez em 1398 ou 1399[12][g] com o Meirinho-Mor do Reino de Portugal Rui Vaz Coutinho[2][13] com o qual teve duas filhas e um filho. Contraiu um segundo matrimónio em 1419 com Fernão Vasques da Cunha,[12] pais de duas filhas.

Teve outros filhos, embora se desconheça se foram legítimos e de qual dos casamentos ou se foram tidos fora deles:
- Leonor Manuel de Vilhena, casada com Antonio de Cardona;[h]
- Inês Manuel de Vilhena,[i]
- Fernando Manuel de Vilhena (c. 1376 - ?), casado com Mécia Rodrigues da Fonseca, filha de Pedro Rodrigues da Fonseca e de sua mulher Inês Dias Botelho. Uma filha sua, Isabel Manuel de Vilhena, foi dama de companhia de Beatriz de Portugal e casou com Nuno Fernandes, contador da rainha.[14]
- João Manuel de Vilhena, ilegítimo de Maior Portocarrero, 1.º senhor de Cheles, casado com Mencía Suárez de Seabra, com geração.[6]